# Forças Armadas da Inglaterra
As Forças Armadas da Inglaterra fazem parte das Forças Armadas do Reino Unido desde que o Ato de União foi assinado, em 1707. Anteriormente, constituindo ainda uma força separada, participou de inúmeras guerras e batalhas desde as invasões romanas, até o último grande conflito em solo inglês, a Guerra Civil Inglesa.